# Tapajósheremietkolibrie
De tapajósheremietkolibrie (Phaethornis aethopygus) is een vogel uit de familie Trochilidae (kolibries).

## Verspreiding en leefgebied
Deze soort komt voor in Midden-Brazilië in de staten ten zuiden van de Amazone, bij de zijrivieren  Tapajós en Xingu.